# ホンダ・ドリームCB400FOUR
DREAM CB400FOUR（ドリームシービーよんひゃくフォア）は、かつて本田技研工業が製造販売したオートバイである。通称は、ヨンフォア、シーヨン、フォーワン等。

## 概要
本モデル以前の排気量350cc - 400ccクラスの日本メーカーのオートバイの4気筒エンジン搭載車は、1972年からドリームCB350FOURが製造販売されており、重厚なスタイルとは裏腹にマイルドなエンジン特性から人気となるのは必至であったが、後述の理由から販売台数は少ない。排気量アップや軽快なカフェレーサースタイルへのモデルチェンジを実施し1974年12月3日に発表、同月5日に発売されたのが本モデルである。

## 車両解説
車体
メタリック塗装や立体成型エンブレムが一般的だった当時としては珍しくシンプルなソリッドカラーとステッカー方式のロゴをはじめ、軽量化と同時にコストダウンを狙い流行の兆しが見え始めた集合タイプの4into1マフラー・フラットハンドル・リンク式バックステップなどのカフェレーサースタイルを採用した。
エンジン
ドリームCB350FOURに搭載されていた内径x行程：47.0x50.0（mm）排気量347ccのCB350FE型エンジンの内径を51.0（mm）へ拡大し408ccへ排気量をアップさせた。また当時としては珍しかった6速マニュアルトランスミッションが、同社の市販車としては1973年に発売されたドリームCB250T・ドリームCB360Tに続いて搭載された。

### CB400FOUR-I / II
1976年3月5日発表、同月6日発売。
日本国内では発売翌年の1975年に実施された運転免許制度改正により自動二輪車運転免許は排気量400cc以下のみ運転可能な中型限定が設定された。このため排気量408ccの本モデルは限定のない自動二輪免許が必要と判断され、以降は多数を占めることとなる中型限定免許の所有者向けに排気量を398ccとした日本国内専売の追加モデルである。
408ccモデルからの主な変更点
- 従来からのフラットハンドル装着車をCB400FOUR-I、新たに設定されたアップハンドル装着車をCB400FOUR-IIとした。
- 車両型式をCB400F→CB400へ変更。
- 原動機型式をCB400FE→CB400Eへ変更し、行程を50.0→48.8（mm）へショートストローク化して排気量を398ccへ縮小[注 3]。
- 最高出力37ps/8,500rpm→36ps/8,500rpm・最大トルク3.2kg-m/7,500rpm→3.1kg-m/7,500rpmへダウン。
- 従来は燃料タンクと同色とされた左右サイドカバーをブラックアウト化。
- タンクカラーはレッドが継続生産。ブルーが廃止されイエローへ変更。
- タンデムステップをスイングアームからフレームへ移設。
- タンク底面・ホーン・燃料コック・シート形状・メータ表示を変更。

CB400FOUR-I / IIの生産台数は、雑誌「ミスターバイクＢＧ 1995年1月号」によれば、6,213台とされる。。

## 評価
当時の400ccクラスは直列2気筒エンジンが主流であり、4気筒エンジンを搭載する本モデルはドリームCB350FOURベースに徹底的なコストダウンを図って開発されたにもかかわらず、日本国内仕様は免許制度の問題から2種類のエンジン・フレーム・スペックとなった上にカラーバリエーションも追加したため逆に高コストとなったことから、1977年に低コストを前提にした2気筒エンジンを搭載する次期モデルホークシリーズへとモデルチェンジされ、併売されていた408ccモデルも含めて販売を終了。海外向けの輸出仕様は継続して生産されたが、最終モデルではタンクに子持ちラインが入ると共に特徴であったリンク式バックステップが廃止されるなどコストダウンが実施され、1977年モデルを最後に生産を終了した。
生産終了後にオートバイ雑誌で中型限定免許で運転できる4気筒車としてトップ記事や特集として扱われるなどの人気モデルとなったことから、中古車販売価格が新車価格を上回るプレミアム車のはしりとなった。

## 該当する運転免許
1975年に改正された運転免許制度により中型限定免許（400cc以下限定、現在の普通自動二輪免許）でも対応できるように排気量を408ccから398ccにダウンしたモデルが追加されたのは上記のとおりである。これにより408ccの初期モデルは400cc超の限定解除免許が必要と解釈された。自動車検査の規定を定める自動車検査独立行政法人（現自動車技術総合機構）により、排気量は単位をリットルで表記し小数点以下第3位以下を切り捨てると定められているため、初期型の排気量は自動車検査上0.40Lとなり400cc以下限定の中型限定免許で運転可能などという意見もあるが、『道路交通法』では400ccを超えるものは大型自動二輪車となっており、1996年（平成8年）から大型自動二輪車免許と普通自動二輪車免許が独立した免許区分となった以降、408ccのモデルを普通自動二輪車免許で運行すれば無免許運転で検挙される。